# Anton Yelchin
Anton Viktorovitsj Yelchin (Russisch: Антон Викторович Ельчин) (Sint-Petersburg, 11 maart 1989 – Los Angeles, 19 juni 2016) was een Amerikaans acteur. Hij won in 2002 een Young Artist Award voor beste jonge hoofdrolspeler in een film, voor het spelen van Bobby Garfield in de boekverfilming Hearts in Atlantis. Yelchin maakte zijn acteerdebuut in 2000, toen hij te zien was in zowel een aflevering van ER, de televisiefilm Geppetto als de bioscooptitel A Man Is Mostly Water.

## Biografie
Yelchin kwam ter wereld in de Sovjet-Unie als zoon van kunstschaats-sterren Viktor en Irina Yelchin. Zijn ouders namen hem mee naar de Verenigde Staten toen hij zes maanden oud was.
Hij overleed op 19 juni 2016 aan de gevolgen van een auto-ongeluk. Hij was toen 27 jaar oud. De acteur kwam klem te zitten tussen zijn auto, een tuinhek en een bakstenen brievenbus. Volgens de politie was zijn Jeep teruggerold van zijn oprit naar de plek waar hij stond. Volgens lokale politie overleed de acteur binnen enkele minuten. Hij werd begraven in het Hollywood Forever Cemetery in Los Angeles.

## Filmografie
*Exclusief televisiefilms
| - Star Trek: Beyond (2016) - Pavel Chekov - We Don't Belong Here (2016) - Maxwell Green - Green Room (2015) - Pat - The Driftless Area (2015) - Pierre - Broken Horses (2015) - Jacob Heckum - Experimenter (2015) - Rensaleer - Dying of the Light (2014) - Milton Schultz - Burying the Ex (2014) - Max - Cymbeline (2014) - Cloten - 5 to 7 (2014) - Brian - Rudderless (2014) - Quentin - The Smurfs: The Legend of Smurfy Hollow (2013) - Klungelsmurf (stem) - De Smurfen 2 (2013) - Klungelsmurf (stem) - Only Lovers Left Alive (2013) - Ian - Star Trek Into Darkness (2013) - Pavel Chekov - Odd Thomas (2013) - Odd Thomas - The Pirates! Band of Misfits (2012) - Albinopiraat (stem VS-versie) - The Smurfs: A Christmas Carol (2011) - Klungelsmurf (stem) - Fright Night (2011) - Charley Brewster - De Smurfen (2011) - Klungelsmurf (stem) | - From Up on Poppy Hill (2011) - Shun Kazama (stem Engelstalige versie) - The Beaver (2011) - Porter Black - You and I (2011) - Edvard Nikitin - Like Crazy (2011) - Jacob - Memoirs of a Teenage Amnesiac (2010) - Ace Zuckerman - Terminator Salvation (2009) - Kyle Reese - Star Trek (2009) - Pavel Chekov - Middle of Nowhere (2008) - Dorian Spitz - New York, I Love You (2008) - Jongen - Charlie Bartlett (2007) - Charlie Bartlett - Alpha Dog (2006) - Zack Mazursky - Fierce People (2005) - Finn Earl - House of D (2004) - Tommy - A Time for Dancing (2002) - Jackson Michaels - Hearts in Atlantis (2001) - Bobby Garfield - Along Came a Spider (2001) - Dimitri Starodubov - 15 Minutes (2001) - Jongen in brandend gebouw - Delivering Milo (2001) - Milo - A Man Is Mostly Water (2000) - Augie |

### Televisieseries
*Exclusief eenmalige gastrollen
- Trollhunters: Tales of Arcadia - Jim Lake Junior (stem) - (2016-2018, 52 afleveringen)
- Huff - Byrd Huffstodt (2004-2006, 25 afleveringen)
- The Practice - Justin Langer (2002, twee afleveringen)
- Taken - Jacob Clarke als kind (2002, twee afleveringen)
- Criminal Minds - Nathan Harris als kind (2006, één aflevering)